# Серби в Болгарії
Серби — невелика громада в Болгарії, більшість з яких є іммігрантами. Багато з них — спортсмени та бізнесмени, які емігрували до Болгарії у 20-21 столітті.

## Кількість
- За даними Національної ради з питань співпраці з етнічних та інтеграційних питань урядом Болгарії, в країні проживає 313 місцевих сербів, більшість з яких є нащадками старих політичних емігрантів.[1]
- Перепис населення Болгарії 2011 року зареєстрував 569 громадян Сербії, які постійно проживають у Болгарії, більшість з яких є нещодавними економічними іммігрантами.[2]

## Історія

### Середньовіччя
Під час панування Візантії в Болгарії серби вторглися на візантійську територію в 1149 році. Імператор Мануїл I Комнінос (1143—1180) змусив повсталих сербів піддати васалам (1150–52) і поселив кілька сербських військовополонених навколо Софії.

### Османські часи
Село Бракевці було заселено сербами в пізні османські часи, після того, як місцеве болгарське населення емігрувало до Бессарабії.

### Болгарія 19 століття
Під час перепису населення 1880 року в Болгарії, в якому була зареєстрована рідна мова, було зараховано 1894 серби з наступними округами, які мали помітну кількість сербомовних:
- Відинський район: 1260, 1,2 % від загальної кількості
  - Кульський підрайон: 1083, 3,5 %; Бракевці, (сьогодні в Сербії), муніципалітет Бракевці: 1067 (більшість сербів, єдине таке поселення в Болгарії). У 1919 році Бракевці відійшли до Сербії.
  - Відинський район: 165, 0,4 %
- Софійський район: 258, 0,2 %
  - Софійський підрайон: 243, 0,5 %.

## Організації
У 1999 році була створена організація «болгарських сербів», але незабаром після цього вона розпалася. У 2010 році була створена Асоціація сербів у Болгарії.

## Видатні люди
- Ана-Неда (1323—1324), дружина імператора Болгарії
- Драгана (1371—1395), дружина імператора Болгарії
- Джоко Росіч (1932—2014), болгарський актор, який народився в Сербії. Старий політичний емігрант. Сербський батько та мати болгарка.
- Златомір Загорчич (нар. 1971), натуралізований колишній болгарський футболіст, нині тренер. Виступав за збірну Болгарії 1998—2004.
- Предраг Пажин (нар. 1973), натуралізований колишній болгарський футболіст, нині тренер. Виступав за збірну Болгарії 2000—2004.
- Зоран Янкович (нар. 1974), натуралізований колишній болгарський футболіст. Виступав за збірну Болгарії 2002—2007.
- Іван Чворович (нар. 1985), натуралізований болгарський футболіст, виступає за збірну Болгарії
- Майстор Міро (Майстор Миро), шеф-кухар.[7]